# Annalaura Pistarino
Annalaura Pistarino (1966) es una botánica, brióloga, fitosocióloga, profesora, taxónoma, conservadora y exploradora italiana.
Desarrolla actividades académicas y científicas en el Departamento de Botánica, ecológica y geológica, de la Universidad de Turín, en su Museo regional de Ciencias naturales.
Sus principales líneas de investigación son: biología vegetal, biología de la conservación, ecología vegetal, biodiversidad, ambiente costero, Long Term Ecological Research - LTER.
Es autora en la identificación y nombramiento de nuevas especies para la ciencia, a abril de 2016, posee un registro de especies nuevas para la ciencia, especialmente de la familia Campanulaceae, y con énfasis del género Campanula, publicándolos habitualmente en Phytotaxa (véase más abajo el vínculo a IPNI).

## Algunas publicaciones
- annalaura Pistarino. 2012. Loci classici di entità di Campanulaceae presenti in Italia nord-occidentale. SBI Gruppi per la Floristica e la Biosistematica vegetale 21 -

- -------------------------, c.e. Jarvis. 2007. Linnaean Plant Names and their Types: Campanula erinus L. Campanula liliifolia L. Campanula medium L. Campanula petraea L. Campanula pulla L. Campanula rapunculus L. Campanula rhomboidalis L. Campanula speculum-veneris L. Campanula spicata L. Phyteuma hemisphaericum L. Phyteuma orbiculare L., p. 377-380 en: Jarvis C. Order out of Chaos. Linnaean Plant Names and their Types. Londres.

- annalaura Pistarino, giuliana Forneris, c.e. Jarvis. 2002. Lectotypification of Campanula barbata L. and C. cenisia L. (Campanulaceae). Taxon 51: 547 - 550.

- g. Forneris, p. Banchio, annalaura Pistarino, f. Montacchini. 1990. Le collezioni d'erbario di Carlo Ludovico Bellardi (1741-1826) e le informazioni in esse reperibili. Allionia 29: 89 - 125

- g. Dal Vesco, giuliana Forneris, annalaura Pistarino. 1987. Loci classici and type in the works and herbaria of Allioni and Balbis. Allionia 28: 5 – 20.

### Libros
- Antonio Crescenzo, annalaura Pistarino. 2010. Iceland: a land of ice with a heart of fire. Guide alle mostre. Publicó Museo regionale di scienze naturali, 107 p. ISBN 8897189067, ISBN 9788897189060

- annalaura Pistarino. 2010. L'Herbarium Alpium occidentalium di Bruno Peyronel e Giovanna Dal Vesco: un contributo alla conoscenza della flora valdostana e piemontese. Publicó Museo regionale di scienze naturali della Valle d'Aosta, 552 p.

- -------------------------, luca Pistarino, rené Schumacker. 2005. Briofite del Piemonte: la collezione della Val Sangone (Alpi occidentali, Torino). Cataloghi 15 - Museo regionale di scienze naturali, ISSN 1121-7553 Publicó Museo Regionale di Scienze Naturali, 458 p. ISBN 8886041624, ISBN 9788886041621

- -------------------------, giuliana Forneris, valeria Fossa. 1999. Le collezioni di Giacinto Abbà: catalogo e note critiche delle raccolte botaniche in Piemonte (1965-1998). Cataloghi 12. Museo Regionale di Scienze Naturali, Torino. Publicó Museo regionale di scienze naturali, 1.188 p.

## Honores

### Memmbresías
- de la junta de asesoramiento de la Sociedad Italiana de Ciencias de la vegetación (SISV)
- del Consejo Editorial de publicación científica fitosociología.
- La abreviatura «Pistarino» se emplea para indicar a Annalaura Pistarino como autoridad en la descripción y clasificación científica de los vegetales.[7]